# Thembisile
Thembisile (officieel Thembisile Hani Local Municipality) is een gemeente in het Zuid-Afrikaanse district Nkangala.
Thembisile ligt in de provincie Mpumalanga en telt 310.458 inwoners.

## Hoofdplaatsen
Het nationaal instituut voor de statistiek, Stats SA, deelt sinds de census 2011 deze gemeente in in 21 zogenaamde hoofdplaatsen (main place):
Bhundu • Die Bron Vakansiedorp • Dipasana • eNgwengameni • Enkeldoornoog • Gemsbokspruit • Kameelpoortnek • Kwaggafontein • KwaMhlanga • KwaMhlanga Crossroads • Leratong • LithuliVillage • Mathys Zyn Loop-A • Mkobola • Moloto • Sehlakwana • Somphalali • Thembisile NU • Tweefontein • Verena • Vlaaklaagte.